# The War Room
The War Room è un film documentario del 1993 di Chris Hegedus e del marito D. A. Pennebaker che racconta la campagna presidenziale statunitense dei democratici Clinton/Gore, dalle primarie in New Hampshire alla celebrazione della vittoria a Little Rock, seguendo in particolare il lavoro degli spin doctor James Carville, soprannominato "The Ragin' Cajun", e George Stephanopoulos.
Il film affronta di sfuggita anche la relazione sentimentale nata durante questa campagna fra James Carville e Mary Matalin, stratega dell'avversario Bush. Questa storia insolita ha ispirato il film Ciao Julia sono Kevin del 1994 di Ron Underwood.
Ha ricevuto la nomination agli Oscar come miglior documentario.

## Riconoscimenti
- National Board of Review Awards 1993: miglior documentario